# Eleocharis baldwinii
Eleocharis baldwinii là loài thực vật có hoa trong họ Cói. Loài này được (Torr.) Chapm. mô tả khoa học đầu tiên năm 1860.